# Bazzania denticulifera
Bazzania denticulifera là một loài Rêu trong họ Lepidoziaceae. Loài này được Mägd. mô tả khoa học đầu tiên năm 1983.